# Wolna Akademia Proletariackiej Literatury
Wolna Akademia Literatury Proletariackiej (WAPLITE, ukr. Wilna Akademija Proletarśkoji Literatury) – stowarzyszenie literackie działające w USRR, utworzone w Charkowie w styczniu 1926 z inicjatywy poety Mykoły Chwylowego.
Stowarzyszenie wyznawało zasadę tworzenia nowej literatury ukraińskiej przez adaptację najlepszych osiągnięć kultury zachodnioeuropejskiej.
Nieoficjalnym liderem WAPLITE był Mykoła Chwylowyj, a przewodniczącymi organizacji kolejno Mychajło Jałowyj i Mykoła Kulisz.
W skład organizacji wchodzili: Mykoła Chwylowyj, Mychajło Jałowyj, Ołes Doswitnij, Mykoła Kulisz, Hryhorij Epik, Pawło Tyczyna, Iwan Senczenko, Ołeksa Slisarenko, Petro Pancz, Mykoła Bażan, Jurij Janowskyj, Jurij Smołycz, Iwan Dnistrowskyj, Ołeksandr Kopyłenko i inni.
W 1927 WAPLITE wydawała magazyn "WAPLITE".
Poglądy Mykoły Chwylowego wywołały krytykę partyjnych i państwowych działaczy USRR. Szczególnie ostro zaatakowano utwór Chwylowego "Waldsznepy". Wskutek ataków władz stowarzyszenie zostało zmuszone do samorozwiązania 28 stycznia 1928.
Członkowie WAPLITE kontynuowali działalność literacką w almanachu Literaturnyj jarmarok (1928-1929) i organizacji Politfront. Byli w latach 30. jednymi z pierwszych ofiar represji stalinowskich.